# Daniele Meucci
Daniele Meucci (Pisa, 7 oktober 1985) is een Italiaanse atleet, die gespecialiseerd is in de 5000 en 10.000 m. Hij nam tweemaal deel aan de Olympische Spelen, maar won hierbij geen medailles.

## Biografie
Op de Europese kampioenschappen in 2006 liep Meucci naar de tiende plaats op de 10.000 m. Vier jaar later op de EK in Barcelona veroverde Meucci een bronzen medaille. Op de 10.000 m eindigde hij achter de Britten Mo Farah en Chris Thompson. Op de 5000 m finishte Meucci op de zesde plaats.
Twee jaar later, op de EK in Helsinki, deed Meucci het nog iets beter: op de 10.000 m liep hij naar zilver achter de Turk Polat Kemboi Arıkan.
Meucci nam deel aan de Olympische Spelen van 2012 in Londen. Op de 10.000 m eindigde hij op de 24e plaats, terwijl hij op de 5000 m uitgeschakeld werd in de halve finale. Tijdens de wereldkampioenschappen van Moskou in 2013, eindigde Meucci als 19e op de 10.000 m in een tijd van 28.06,74.
In 2014 toonde hij blijk van zijn kunnen op de marathon. Hij won de wedstrijd bij de Europese kampioenschappen in Zürich. Met een tijd van 2:11.08 bleef hij de Pool Yared Shegumo (zilver; 2:12.00) en de Rus Aleksej Reoenkov (brons; 2:12.15) voor.
Op de Europese kampioenschappen atletiek in 2016 behaalde hij een bronzen medaille op de halve marathon.
Op de Olympische Spelen van 2016 in Rio de Janeiro nam hij deel aan de marathon, maar hij finishte niet.

## Titels
- Europees kampioen marathon - 2014
- Italiaans kampioen 5000 m - 2007, 2008
- Italiaans kampioen 10.000 m - 2006, 2007, 2010
- Italiaans indoorkampioen 3000 m - 2008, 2009

## Persoonlijke records
Baan
| Afstand     | Prestatie | Datum            | Plaats         |
| ----------- | --------- | ---------------- | -------------- |
| 1500 m      | 3.47,32   | 1 januari 2006   |                |
| 3000 m      | 7.41,74   | 17 augustus 2012 | Stockholm      |
| 2 Eng. mijl | 8.28,28   | 26 augustus 2012 | Birmingham     |
| 5000 m      | 13.19,00  | 7 juli 2012      | Heusden-Zolder |
| 10.000 m    | 27.32,86  | 29 april 2012    | Palo Alto      |

Weg
| Afstand        | Prestatie | Datum            | Plaats     |
| -------------- | --------- | ---------------- | ---------- |
| 10 km          | 28.19     | 10 maart 2014    | New York   |
| 15 km          | 44.59     | 3 februari 2013  | Rome       |
| 10 Eng. mijl   | 46.50     | 28 oktober 2012  | Portsmouth |
| 20 km          | 1:00.22   | 8 oktober 2017   | Parijs     |
| halve marathon | 1:01.05   | 17 maart 2013    | New York   |
| marathon       | 2:07.49   | 18 februari 2024 | Sevilla    |

Indoor
| Afstand | Prestatie | Datum            | Plaats     |
| ------- | --------- | ---------------- | ---------- |
| 1500 m  | 3.47,49   | 18 februari 2007 | Ancona     |
| 3000 m  | 7.56,53   | 24 februari 2008 | Genève     |
| 5000 m  | 13.50,26  | 11 februari 2011 | Düsseldorf |

## Palmares

### 3000 m
- 2009: 5e Primo Nebiolo Meeting in Turijn - 7.52,69
- 2009:  EK team - 8.02,22
- 2012:  Gran Premio del Mezzofondo in Trento - 7.54,79

### 2 Eng. mijl
- 2012:  Birmingham Grand Prix – 8.28,28

### 5000 m
- 2004:  Gran Prix Monte Paschi in San Giuliano Terme - 14.57,59
- 2005:  Campeonato Italiano Promesse in Grosseto - 14.28,49
- 2006:  Italiaanse kamp. - 13.53,40
- 2007:  Europacup B in Milaan - 14.09,06
- 2007:  Ponzano - 13.50,27
- 2007:  Italiaanse kamp. - 14.07,01
- 2008:  Florence - 13.59,32
- 2008:  Anna Catalano Meeting in Rome - 13.46,22
- 2008:  Europacup in Annecy - 14.03,04
- 2008:  Italiaanse kamp. - 14.12,28
- 2008:  Alessandria - 14.09,31
- 2009:  Meeting Internazionale di Atletica Leggera in Pergine - 13.41,04
- 2009: 5e Palio della Quercia in Rovereto - 13.35,26
- 2010: 5e EK team in Bergen - 13.56,95
- 2010:  Italiaanse kamp. in Grosseto - 14.14,37
- 2010:  Palio della Quercia in Rovereto - 13.24,38
- 2010: 6e EK – 13.40,17
- 2011:  Italiaanse kamp. - 14.03,19
- 2011:  Palio della Quercia in Rovereto - 13.27,14
- 2011: 10e WK - 13.29,11
- 2012: 5e EK - 13.32,69
- 2012:  Palio della Quercia in Rovereto - 13.28,91
- 2012: 8e in ½ fin. OS - 13.28,71
- 2013: 4e Middellandse Zeespelen - 13.45,12
- 2014: 4e Miner's Day International Meeting in Velenje - 13.36,83

### 10.000 m
- 2005: 4e Rome - 29.44,5
- 2006:  Italiaanse kamp. - 28.44,79
- 2006: 10e EK – 28.48,30
- 2007:  EK U23 in Debrecen - 29.18,26
- 2007:  Italiaanse kamp. - 29.33,71
- 2008:  Campionato di Società in Rome - 28.08,4
- 2008:  Italiaanse kamp. - 29.52,96
- 2010:  Diecimila Rieti - 28.18,56
- 2010:  Italiaanse kamp. - 29.49,25
- 2010:  EK - 28.27,33
- 2011:  Aviva UK Trials & kamp. in Birmingham - 27.44,50
- 2011: 12e WK - 28.50,28
- 2012: 4e Memorial Kim McDonald in Palo Alto - 27.32,86
- 2012:  EK - 28.22,73
- 2012: 24e OS - 28.57,46
- 2013: 19e WK - 28.06,74
- 2014:  Campionato Toscano Assoluto in San Miniato - 28.28,72
- 2014: 4e Payton Jordan Cardinal Invitational- Kim McDonald in Palo Alto - 27.36,53

### 10 km
- 2005: 5e Roma Urbs Mundi in Rome - 30.52
- 2006:  Trofeo Avis in Lagonegro - 28.07,1
- 2007:  Corsa in Contrada in Fucecchio - 30.55
- 2007:  Maria SS degli Ammalati in Misterbianco - 30.50
- 2008:  Scalata al Castello in Arezzo - 29.22
- 2008:  Le Miglia de Agordo in Taibon Agordino - 29.56
- 2008:  Trofeo Internacionale. Maria SS. Degli Ammalati in Misterbianco - 30.40
- 2009:  Deejay Ten in Rome - 31.20
- 2009:  Cross dei Campioni in Cesena - 30.28,1
- 2009:  Giro Podistico Maria SS degli Ammalati in Misterbianco - 30.06
- 2009:  Memorial Peppe Greco in Scicli - 29.03
- 2009:  Nike Human Race in Padova - 31.55
- 2009: 5e San Silvestre Vallecana in Madrid - 28.52
- 2010:  San Pierino Run in Fucecchio - 29.50
- 2010:  Trecastagni Star - 30.26
- 2010: 4e Deejay in Milaan - 30.44
- 2011: 4e Trofeo Città di Telese Terme - 29.05
- 2011:  Deejay in Milaan - 30.03
- 2011:  Giro as Sas in Trento - 29.21,3
- 2012:  Great Ireland Run - 28.49
- 2012:  UAE Healthy Kidney in New York - 28.28
- 2012:  Deejay Ten in Milaan - 30.35
- 2012:  We Run Rome - 28.45
- 2014:  Healthy Kidney in New York - 28.19
- 2015:  Trofeo Podistico della Questura in Prato - 31.12
- 2015: 5e Atlanta Journal Constitution Peachtree - 29.41
- 2015:  We Run Rome - 28.48

### 15 km
- 2013:  Aspettando la Mezza in Rome - 44.59

### 10 Eng. mijl
- 2012: 4e Great South Run - 46.50

### halve marathon
- 2007:  halve marathon van Puccini - 1:07.05
- 2008:  halve marathon van Pisa - 1:03.20
- 2009: 5e halve marathon van Milaan - 1:02.56
- 2009: 18e WK in Birmingham - 1:02.43
- 2010: 5e halve marathon van Ostia - 1:02.41
- 2011: 11e halve marathon van Udine - 1:02.30
- 2012:  halve marathon van Santa Margherita Ligure - 1:05.11
- 2013:  halve marathon van New York - 1:01.06
- 2013:  halve marathon van Chia - 1:07.45
- 2013:  halve marathon van San Rossore - 1:02.46
- 2014:  halve marathon van Verona - 1:02.44
- 2014: 9e halve marathon van Portugal - 1:04.10
- 2015:  halve marathon van Treviso - 1:03.40
- 2016:  halve marathon van Barcelona - 1:02.55
- 2016: 9e halve marathon van New York - 1:03.35
- 2016:  EK - 1:02.38

### marathon
- 2010: 11e marathon van Rome - 2:13.49
- 2013: 10e New York City Marathon - 2:12.03
- 2014:  EK in Zürich - 2:11.08
- 2015: 8e WK in Peking - 2:14.54
- 2015:  marathon van Otsu - 2:11.10
- 2016: DNF OS
- 2017: 6e WK - 2:10.56
- 2018: 6e Lake Biwa marathon - 2:10.45
- 2019: 15e marathon van Hamburg - 2:12.00
- 2024: 12e marathon van Sevilla - 2:07.49

### veldlopen
- 2006:  EK U23 - 23.16,  landenklassement
- 2009: 9e EK - 31.42,  landenklassement
- 2012:  EK - 30.13
- 2018: 11e EK - 29.26,  in het landenklassement

- World Athletics: 14200873
- Istituto Centrale per il Catalogo Unico: BVEV218490
- Virtual International Authority File: 198148207852200342625